# كريستيان ليفا
كريستيان ليفا (بالإسبانية: Cristián Leiva) هو لاعب كرة قدم تشيلي، ولد في 3 مارس 1976 في لا ليغوا في تشيلي. لعب مع نادي أونيفرسيداد دي تشيلي.